# Lam Ka Wai
Lam Ka Wai (Hong Kong, 5 giugno 1985) è un calciatore hongkonghese, centrocampista del Supreme.

## Carriera

### Club
Ha giocato nella massima serie di Hong Kong.

### Nazionale
Tra il 2005 e il 2018 ha giocato 53 partite con la nazionale hongkonghese, realizzandovi anche nove reti.

## Palmarès

### Club

#### Competizioni nazionali
- Campionato hongkonghese: 6

Kitchee: 2010-2011, 2011-2012, 2013-2014, 2014-2015, 2016-2017, 2017-2018
- Coppa di Hong Kong: 3

Kitchee: 2014-2015, 2016-2017, 2017-2018